# وزارة العدل والشؤون الإسلامية والأوقاف (البحرين)
وزارة العدل والشؤون الإسلامية والأوقاف في مملكة البحرين، هي وزارة تُعنى بالأعمال المتعلقة بتنفيذ العدالة، وتدبير أمور المحاكم، وكذلك المحافظة على الهوية الإسلامية والعربية لمملكة البحرين، ونشر العلم الديني الوسطي، والثقافة الإسلامية، ورعاية المساجد، وإدارة الأوقاف، وتتنظيم رحلات العُمرة والحج. تقع الوزارة بالقرب من مركز أحمد الفاتح الإسلامي في حي الجفير بمنطقة المنامة.
الوزير الحالي للوزارة هو نواف محمد المعاودة منذ 14 يونيو 2022.

## قائمة الوزراء
- عبد الله بن خالد آل خليفة (25 أغسطس 1975 - 10 نوفمبر 2002)
- جواد سالم العريض (15 نوفمبر 2002 - 4 يناير 2005)
- محمد علي الستري (5 يناير 2005 - 2006)
- خالد بن علي آل خليفة (2006 - 14 يونيو 2022)
- نواف محمد المعاودة (14 يونيو 2022 - حاليًا)

المصدر:

## وصلات خارجية
- الموقع الرَّسمي لوزارة العدل والشُّؤون الإسلاميَّة والأوقاف البحرينيَّة
- توثيق الوقف حماية للوقف والتاريخ وثائق الأوقاف السنية بمملكة البحرين دراسة وتحليل.